# Ivo Ferreira
Ivo M. Ferreira (* September 1975 in Lissabon) ist ein portugiesischer Filmregisseur, Schauspieler und Filmproduzent.

## Leben
Ivo Ferreira wurde 1975 in der portugiesischen Hauptstadt Lissabon als Sohn der Schauspielerin Carmen Marques und des Schauspielers und Theaterregisseurs Cândido Ferreira geboren. In einem Haushalt ohne Fernseher lebend, wuchs er im Umfeld des Theaterlebens der Eltern auf. Bereits als Kind trat er gelegentlich in Stücken auf.
Als Heranwachsender äußerte er jedoch gegenüber seinen Eltern, dass er Filme machen wollte, da man diese mehrmals ansehen könne, um sie besser zu verstehen, was ihm die flüchtigen Theateraufführungen meist versagten. Ihn reizte der Gedanke, dass Filme für immer blieben, während Theateraufführungen nicht wieder anzusehen seien nach der letzten Vorstellung.
Er beschäftigte sich danach intensiv mit Film und arbeitete als jugendliche Aushilfe auch in vielen Funktionen bei Filmproduktionen mit. Er schrieb sich an der London International Film School ein und begann ein Studium an der Universität Budapest. Um jedoch auch körperliche Arbeit kennenzulernen und Inspiration außerhalb der Theater- und Filmszene zu bekommen, brach er sein Studium dort ab und reiste durch Europa und die Welt und nahm einfache Tätigkeiten als Barmann, Swimmingpool-Reiniger oder in Gewächshäusern an. Er ging danach in die damalige portugiesische Überseebesitzung Macau, wo er als Fotoreporter und in verschiedenen Funktionen für Kultureinrichtungen der portugiesischen Behörden arbeitete. Mit einem Freund gründete er dort die Produktionsfirma Super 8 Filmes und produzierte seine beiden ersten Kurzfilme.
Für seinen Film O Que Foi? gewann er 1999 den Preis als bester Nachwuchs-Regisseur beim wichtigsten portugiesischen Kurzfilmfestival, den Curtas Vila do Conde.
Der Schauspielerei schenkte er vergleichsweise wenig Beachtung und trat nur gelegentlich in Filmen auf, etwa in Filmen der Regisseurin Raquel Freire oder im beachteten Fernseh-Mehrteiler Até Amanhã, Camaradas (später auch als DVD erschienen), mit dem Regisseur Joaquim Leitão 2005 dem gerade verstorbenen Álvaro Cunhal gedachte.
2002 drehte Ferreira seinen ersten Langfilm. Es blieben zunächst jedoch weiter Kurzfilme, mit denen er die Aufmerksamkeit der Fachwelt erhielt. Für seine Kurzdokumentation O Estrangeiro wurde er auf dem IBAFF International Film Festival in Murcia ausgezeichnet.
2005 erregte er einige Aufmerksamkeit in den portugiesischen Medien, als er in Dubai wegen des Konsums von Haschisch vorübergehend in Haft kam.
Nach langer Vorbereitung erschien dann 2016 sein Spielfilm Briefe aus dem Krieg. Der Film basiert auf den Erinnerungen des Schriftstellers António Lobo Antunes an seine Zeit als Arzt im Portugiesischen Kolonialkrieg in Angola. Der Schwarzweiß-Film lief auf einer Reihe Filmfestivals und erhielt eine Reihe Auszeichnungen. U. a. war er für einen Goldenen Bären bei der Berlinale 2016 nominiert.
2019 legte Ferreira mit Sul seine erste Fernsehserie vor, zu der er sowohl das Drehbuch schrieb als auch Regie führte und zudem in einer Nebenrolle mitspielte. Die Krimiserie um den eigenwilligen Kommissar Humberto (Adriano Luz) und seine Aufklärung der zweifelhaften Selbstmorde zweier junger Karrierefrauen lief von September bis November 2019 in neun Teilen im ersten Kanal des öffentlich-rechtlichen Fernsehsenders RTP. Die Serie, mit Filmmusik der Band Dead Combo, wurde auch im Ausland vorgestellt, so auf der Berlinale 2019.
Im Juni 2008 heiratete Ferreira die Schauspielerin Margarida Vila-Nova (* 1983 in Lissabon), das Paar hat zwei Söhne, Martim (* 2008) und Dinis (* 2012). Im Jahr 2018 trennte sich das Paar wieder.

## Filmografie
| - 1997: O Homem da Bicicleta (Kurzfilm, auch Drehbuch und Produzent) - 1999: O Que Foi? (Kurzfilm, auch Drehbuch, Darsteller und Produzent) - 2002: Em Volta (auch Drehbuch) - 2004: Salto em Barreira (Kurzfilm, auch Drehbuch) - 2009: Águas Mil (auch Drehbuch) - 2010: Vai com o vento (Doku.) - 2010: O Estrangeiro (Doku., Kurzfilm, auch Drehbuch und Produzent) - 2012: Na Escama do Dragão (Kurzfilm, auch Drehbuch und Produzent) - 2016: Briefe aus dem Krieg (Cartas da Guerra) (auch Drehbuch) - 2018: Equinócio (Kurzfilm, auch Drehbuch) - 2018: Hotel Império (auch Drehbuch und Produzent) - 2019: Sul (Fernsehserie, auch Nebendarsteller) | - 1985: Amadis (Fernsehfilm); Regie: Cecília Netto - 1999: O Que Foi? (Kurzfilm, auch Drehbuch und Regie) - 2001: Rasganço; Regie: Raquel Freire - 2005: Até Amanhã, Camaradas (TV-Mehrteiler), Regie: Joaquim Leitão - 2008: Veneno Cura; Regie: Raquel Freire - 2011: A Vida Queima; Regie: Raquel Freire - 2019: Sul (Fernsehserie, auch Regie) | - 1997: O Homem da Bicicleta (Kurzfilm, auch Regie und Drehbuch) - 1999: O Que Foi? (Kurzfilm, auch Regie, Drehbuch und Darsteller) - 2010: O Estrangeiro (Doku., Kurzfilm, auch Regie und Drehbuch) - 2012: Na Escama do Dragão (Kurzfilm, auch Drehbuch und Produzent) - 2014: Mio Pang Fei (Doku.) - 2015: A construção de um símbolo (Doku.) - 2018: Hotel Império (auch Regie und Drehbuch) |